# Demister

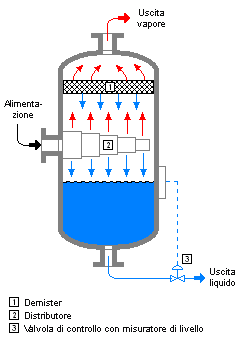
Schema di un separatore liquido-vapore con demister.

Il demister (o abbattitore di nebbie o separatore di trascinamenti o separatore di gocce o denebulizzatore) è un dispositivo inserito in apparecchiature per separazioni liquido-vapore, che ha il compito di favorire la separazione delle gocce di liquido trascinate dalla corrente gassosa.
L'utilizzo del demister riduce il tempo di residenza nell'apparecchiatura per la separazione, e questo si traduce in un volume dell'apparecchiatura minore e un abbassamento dei costi d'impianto.
Il mesh demister è un tipo di demister molto utilizzato. Il suo funzionamento è il seguente: le goccioline di liquido trasportate dall'azione di trascinamento (entrainment) della corrente gassosa urtano contro le superfici del demister, formato da una fitta griglia, e avendo ceduto la loro energia cinetica, ricadono nel serbatoio sottostante. Le superfici del demister inoltre fanno coalescere le gocce che rimangono su di esse, e una volta che la forza di gravità supera la forza associata alla formazione dell'interfaccia liquido-solido, le gocce hanno la possibilità di cadere verso il basso.
Un secondo tipo di demister è composto da un pacco fitto di profili (lamelle) con una tipica forma ad 'S' (ossia una lamiera piegata su se stessa alle due estremità formando incavi che visti in sezione ricordano la lettera S) attraverso i quali viene fatto passare il flusso di gas.
Le gocce trascinate dal flusso, per inerzia, vengono ad impattare sulla superficie dei profili.
Vengono poi lavate via da ugelli spruzzatori, finendo per colare verso il basso ed essere raccolte in condotte apposite.